# Henads Hruschawy
Henads Uladsimerawitsch Hruschawy (* 1950 in Minsk, Sowjetunion; † 28. Januar 2014) war ein belarussischer Philosoph und Politiker.
Hruschawy war ab 1973 Professor für Philosophie an der Universität Minsk. Er war Mitbegründer der Belarussischen Nationalen Front (BNF), die zu Zeiten der Perestroika als Sammelbewegung der belarussischen Opposition galt. Von 1990 bis 1995 war er Parlamentsabgeordneter. 1989 gründete Hruschawy die Stiftung Den Kindern von Tschernobyl und war bis zu seinem Tod deren Vorsitzender. 1999 erhielt er den Thorolf-Rafto-Gedenkpreis.
Hruschawy war verheiratet mit der Bürgerrechtlerin Irina Gruschewaja, mit der er einen Sohn und eine Tochter hatte. Er starb im Januar 2014 nach langer Krankheit.